# Fiodor Ostaszenko
Fiodor Afanasjewicz Ostaszenko (ros. Фёдор Афанасьевич Осташенко, ur. 7 czerwca?/19 czerwca 1896 we wsi Bolszaja Lubszyna obecnie w rejonie witebskim w obwodzie witebskim, zm. 27 października 1976 w Moskwie) – radziecki generał porucznik, Bohater Związku Radzieckiego (1945).

## Życiorys
Urodził się w białoruskiej rodzinie chłopskiej. Skończył 4 klasy gimnazjum, od sierpnia 1915 służył w armii, brał udział w I wojnie światowej na Froncie Południowo-Zachodnim. Od lipca 1918 służył w Armii Czerwonej, był pisarzem i instruktorem-organizatorem w powiatowym komisariacie wojskowym w Witebsku, później czerwonoarmistą witebskiego pułku zapasowego i pomocnikiem dowódcy plutonu 84 pułku piechoty 10 Dywizji Piechoty. W 1919 brał udział w wojnie domowej na Froncie Zachodnim, walcząc z wojskami Judenicza pod Piotrogrodem, w 1920 ukończył kursy piechoty kadry dowódczej w Smoleńsku i został dowódcą 2 zapasowego pułku piechoty w Rżewie, a w lipcu adiutantem oddziału pociągów pancernych Frontu Zachodniego. Walczył w wojnie z Polską 1920, był dwukrotnie kontuzjowany. W lutym 1921 został dowódcą kompanii w witebskim pułku terytorialnym, a w listopadzie 1921 adiutantem przy dowództwie Sekcji Specjalnego Przeznaczenia Guberni Witebskiej. W maju 1922 został aresztowany przez witebskie GPU za nielegalne wydawanie biletów urlopowych dwóm żołnierzom, którzy następnie zdezerterowali. W grudniu 1922 wyszedł z aresztu, w maju 1923 zwolniono go z armii, jednak w lipcu 1923 powołano ponownie. Służył na różnych stanowiskach w 79 pułku piechoty w Witebsku. Od lipca 1925 do września 1926 był dowódcą kompanii 190 pułku piechoty w Smoleńsku, w 1927 ukończył kursy przy Moskiewskiej Wojskowej Szkole Piechoty i później został naczelnikiem szkoły pułkowej, od 1928 należał do WKP(b). Od kwietnia 1929 dowodził batalionem w 15 pułku piechoty w Połocku, później pełnił funkcje w sztabie Białoruskiego Okręgu Wojskowego, m.in. szefa wydziału od lutego 1935 do grudnia 1937. W 1938 ukończył wyższe taktyczne kursy doskonalenia kadry dowódczej "Wystrieł" i został pomocnikiem dowódcy 52 Dywizji Piechoty w Mozyrzu, we wrześniu 1939 został komendantem Mozyrskiego Rejonu Ufortyfikowanego, a we wrześniu 1940 zastępcą dowódcy 6 Dywizji Strzeleckiej Zachodniego Specjalnego Okręgu Wojskowego.
Od czerwca 1941 uczestniczył w wojnie z Niemcami walcząc w składzie 28 Korpusu Piechoty 4 Armii Frontu Zachodniego i biorąc udział w walkach obronnych na terytorium Białorusi (kierunek brzeski i bobrujski). Po wyjściu resztek 6 DS z okrążenia w lipcu 1941 pełnił obowiązki jej dowódcy, a od września 1941 do lipca 1942 dowodził 368 Dywizją Strzelecką Syberyjskiego Okręgu Wojskowego. W 1942 ukończył przyśpieszony kurs Wyższej Akademii Wojskowej im. Woroszyłowa i w grudniu 1942 objął dowództwo 47 Gwardyjskiej Dywizji Piechoty w 5 Armii Pancernej i później w 12 Armii Pancernej Frontu Stalingradzkiego i Południowo-Zachodniego. Walczył w bitwie pod Stalingradem i operacji donbaskiej, podczas której dowodzona przez niego dywizja zajęła 250 miejscowości i zadała wrogowi duże straty. 20 grudnia 1942 otrzymał stopień generała majora. W grudniu 1943 został dowódcą 57 Korpusu Piechoty w 37 Armii i później w 53 Armii na 2 i 3 Froncie Ukraińskim. Brał udział w operacji znamienskiej, korsuń-szewczenkowskiej, nikopolsko-krzyworoskiej, bieriezniegowato-snigieriowskiej i odeskiej, a później w jasko-kiszyniowskiej, bukaresztańsko-aradzkiej, budapeszteńskiej, bratysławsko-brneńskiej i praskiej na terytorium Rumunii, Węgier i Czechosłowacji. 7 listopada 1944 dowodzony przez niego korpus sforsował Cisę i zajął przyczółek. Za zajęcie 164 miejscowości w październiku i listopadzie 1944 został przedstawiony do odznaczenia tytułem Bohatera Związku Radzieckiego. 19 marca 1945 objął dowództwo 25 Gwardyjskiego Korpusu Piechoty 7 Gwardyjskiej Armii 2 Frontu Ukraińskiego, 20 kwietnia 1945 mianowano go generałem porucznikiem. Korpusem dowodził do marca 1947, w 1948 ukończył Wyższe Kursy Akademickie przy Wyższej Akademii Wojskowej im. Woroszyłowa i został jej wykładowcą. W październiku 1956 zakończył służbę wojskową. Otrzymał honorowe obywatelstwo Bratysławy. Został pochowany na Cmentarzu Wagańkowskim.

## Odznaczenia
- Złota Gwiazda Bohatera Związku Radzieckiego (28 kwietnia 1945)
- Order Lenina (dwukrotnie)
- Order Czerwonego Sztandaru (trzykrotnie)
- Order Suworowa II klasy (1944)
- Order Wojny Ojczyźnianej I klasy (1943)

I medale.